# Coppa di Svizzera 2018-2019 (hockey su pista)
La Coppa di Svizzera 2018-2019 è stata la 61ª edizione della principale coppa nazionale svizzera di hockey su pista. Il trofeo è stato vinto dal Diessbach per la sesta volta nella sua storia.

## Risultati

### Primo turno
| Squadra 1         | Risultato | Squadra 2            |
| ----------------- | --------- | -------------------- |
| 15 settembre 2018 |           |                      |
| Pully             | 5 - 7     | Münsingen Wölfe      |
| Wolfurt           | 10 - 3    | Vordemwald White Sox |

### Ottavi di finale
| Squadra 1         | Risultato | Squadra 2       |
| ----------------- | --------- | --------------- |
| 29 settembre 2018 |           |                 |
| Dornbirn          | 7 - 2     | Uri             |
| Ginevra           | 4 - 3     | Biasca          |
| Gipf-Oberfrick    | 0 - 7     | Thunerstern     |
| Uttigen Devils    | 1 - 6     | Montreux        |
| Vordemwald        | 2 - 4     | Diessbach       |
| 30 settembre 2018 |           |                 |
| Jet Ginevra       | 3 - 2     | Münsingen Wölfe |
| Weil              | 0 - 4     | Uttigen         |
| Wolfurt           | 5 - 3     | Wimmis          |

### Quarti di finale
| Squadra 1       | Risultato | Squadra 2   |
| --------------- | --------- | ----------- |
| 2 febbraio 2019 |           |             |
| Diessbach       | 4 - 1     | Montreux    |
| 9 marzo 2019    |           |             |
| Ginevra         | 4 - 2     | Dornbirn    |
| Uttigen         | 4 - 3     | Thunerstern |
| Wolfurt         | 6 - 2     | Jet Ginevra |

### Final four

#### Semifinali
| Squadra 1     | Risultato | Squadra 2 |
| ------------- | --------- | --------- |
| 5 aprile 2019 |           |           |
| Ginevra       | 3 - 2     | Wolfurt   |
| Uttigen       | 1 - 4     | Diessbach |

#### Finale
| Squadra 1     | Risultato | Squadra 2 |
| ------------- | --------- | --------- |
| 6 aprile 2019 |           |           |
| Diessbach     | 5 - 2     | Ginevra   |

## Campioni
| Vincitore Coppa di Svizzera 2017-2018 |
| ------------------------------------- |
| Diessbach 5º titolo                   |